# Милтиад Младши
Милтиад (на старогръцки: Μιλτιάδης) е атински стратег (пълководец), живял през 5 век пр.н.е. и умрял около 488 пр.н.е.. По време на Гръко-персийските войни побеждава персите в битката при Маратон (490 пр.н.е.).
Битката с персите при Маратон се забавя няколко дни, защото поредните командващи стратези не се осмеляват да проведат двубоя срещу няколко пъти по-многочислената персийска армия. Така битката не се състои, докато идва деня на командването на стратега Милтиад Младши, който взема героичното решение да даде начало на бойните действия, в които малочислените атиняни обръщат многобройната персийска армия в бягство.
Милтиад произхожда от стар аристократичен род. През 524 г. пр.н.е. е избран за архонт-епоним в Атина, а по-късно (от 520 г. пр.н.е.) управлява в качеството на тиран на тракийския Херсонес като наследник на Милтиад Старши. През 513 г. пр.н.е. е принуден да стане васал на персийския цар Дарий Хистасп и да го съпровожда в похода му срещу скитите, и е оставен с другите гърци да охранява построения от персите мост над река Дунав. По време на Йонийското въстание Милтиад е принуден да напусне Херсон и да се укрие в Атина. Там той е обвинен в това, че е бил тиранин в Тракия, но е оправдан.
След съда Милтиад става един от най-влиятелните политици на Атина.